# Registro (fonología)
En fonología, un registro, o registro de tono, es una característica prosódica de las sílabas en ciertas lenguas en las que el tono, la fonación de las vocales, la glotalización o características similares dependen unas de otras.
Se usan en birmano, vietnamita, chino wu y zulú.

## Birmano
En birmano las diferencias de tono se correlacionan con la fonación de las vocales, por lo que ninguna existe de forma independiente. Hay tres registros en birmano, que tradicionalmente se han considerado tres de los cuatro «tonos». (El cuarto no es realmente un registro, sino una sílaba cerrada, y es similar al llamado «tono de entrada» en la fonética del chino medio). Jones (1986) considera que las diferencias son «el resultado de la intersección de los registros de tono y de voz.... Está claro que el birmano no es tonal en el mismo sentido que esas otras lenguas y, por tanto, requiere un concepto diferente, el de registro de tono».
| Registro | Fonación              | Longitud | Tono                       | Ejemplo         | Glosa  |
| -------- | --------------------- | -------- | -------------------------- | --------------- | ------ |
| Bajo     | Voz modal             | larga    | bajo                       | လာ [làː]         | venir  |
| Alto     | Voz aspirada          | larga    | alto; descendente al final | လား [lá̤ː] ~ [lâ̤ː] | mula   |
| Creaky   | Voz crepitante        | media    | alto                       | လ [lá̰ˀ]         | luna   |
| Checked  | Oclusiva glotal final | corta    | alto                       | လတ် [lăʔ]        | fresco |

## Vietnamita
Del mismo modo, los «tonos» vietnamitas se distinguen en gran medida por características distintas del tono. Por ejemplo, en el vietnamita del norte, una sílaba ngã se distingue de la sắc principalmente por la presencia de una glotalización en la vocal. Las sílabas nặng y huyền se distinguen principalmente por tener una vocal corta crepitante, en contraposición a una vocal larga aspirada.

## Jemer
A veces se considera que el jemer es una lengua de registro. También se le ha llamado «lengua de registro reestructurado» porque tanto su tono como su fonación pueden considerarse alofónicos. Si se ignoran, las distinciones fonémicas que conllevan permanecen como diferencias en los diptongos y la longitud de las vocales.

## Letón
Un ejemplo de lengua no asiática con distinciones de registro es el letón, al menos en los dialectos centrales. Las vocales largas de las sílabas acentuadas suelen adoptar uno de los tres acentos tonales que se denominan convencionalmente «ascendente», «descendente» y «roto». Sin embargo, el «tono roto» no se distingue por el tono sino por la glotalización, y es similar al registro ngã del vietnamita del norte.